# ويليام براون (سياسي نيوزلندي)
ويليام براون (بالإنجليزية: William Brown)‏ هو سياسي نيوزلندي، ولد في 1809 في أنغوس في المملكة المتحدة، وتوفي في 19 يناير 1898. انتخب عضو مجلس النواب النيوزيلندي (1854 – 1855).